# 宋作文
宋作文（1947年—），山东龙口人。汉族，中华人民共和国政治人物，中国共产党党员。山东干部函授大学经济管理专业毕业。
曾任山东省龙口市东江街道南山村村委会主任、南山集团监事长。
2008年，当选第十一届全国人民代表大会山东地区代表。2013年，当选第十二届全国人民代表大会山东地区代表。2015年7月1日被免去全国人大代表职务。
2010年，宋作文家族被山东当地媒体评为“山东首富”。2014年9月23日发布的2014年胡润百富榜中，宋作文家族以145亿元身家，位列83位，居山东第4。一天后的9月24日，廊坊市中院公开审理了原发改委副主任刘铁男一案。庭审中，刘铁男主动交代，曾收受宋作文的款项754万元。